# Trivia Crack
 (novembre 2015).
Trivia Crack (Preguntados en version originale) est une application disponible sur les plates-formes iOS, Android, et Windows Phone. Inspirée du jeu Trivial Pursuit, il s'agit d'un jeu dont le but est de répondre correctement a des questions de sujet divers.
Avant la sortie d'une version anglophone sur les sites de téléchargement de médias en ligne, elle est d'abord sortie dans sa version originale le 26 octobre 2013 en Amérique latine.

## Déroulement du jeu
Le jeu comporte six différents types de questions, chacune pouvant porter sur l'un des six différents sujets, qui comprennent :
- Divertissement
- Art
- Histoire
- Sciences
- Géographie
- Sport

Chacun des sujets est personnifié par un seul personnage, qui a un aspect différent selon le sujet.